# BNY Mellon Center (Pittsburgh)
BNY Mellon Center es el segundo rascacielos más alto de downtown Pittsburgh, Pensilvania. Situado en el 500 de Grant Street, fue anunciado el 27 de marzo de 1980 y completado en 1983. Originalmente, el plan era que el edificio fuera la sede mundial de Dravo Corporation (ahora Carmeuse Corporation) por su dueño mayoritario en aquel tiempo y actual vecino U.S. Steel. Desde el principio, el edificio albergaba la sede global de Mellon Financial Corporation, hasta que la compañía se fusionó con el Bank of New York en 2007. El edificio sirve actualmente como una de las oficinas importantes del The Bank of New York Mellon. El edificio tenía el nombre de One Mellon Center hasta 2008, cuando fue renombrado como parte de una iniciativa de The Bank of New York Mellon.
Las características importantes del edificio incluyen su diseño octagonal, su techo abuhardillado y el helipuerto en el techo. Es el edificio con mayor valor fiscal en el Condado de Allegheny, sobrepasando al mayor U.S. Steel Tower. En días claros, es posible divisar el edificio desde hasta 50 millas de distancia, usualmente desde la cima de Chestnut Ridge.

## Historia
El número 500 de Grant Street fue durante décadas la ubicación del Carlton Hotel, Plaza Building y el "Interlude Lounge" al otro lado de la calle desde el Juzgado del Condado de Allegheny en el extremo sur del complejo actual. A principios de la década de 1980, U.S. Steel, que tiene su sede global una manzana al norte en la U.S. Steel Tower compró la tierra en la que iba a construirse Mellon Center, un rascacielos planeado de 54 plantas, sustituyendo a los edificios Carlton Hotel y Plaza. Los derechos del nombre fueron originalmente a la empresa de manufacturas de Pittsburgh Dravo Corporation e iba a servir como su sede alquilada (mientras que era todavía propiedad de U.S. Steel). Después de la recesión de finales de la década de 1970 y principios de los ochenta combinada con la rápida desindustrialización de los ochenta, Dravo fue comprada por un conglomerado extranjero y sus instalaciones regionales se cerraron, U.S. Steel, que había diversificado en petróleo y otras industrias, vendió el rascacielos casi completado el 16 de febrero de 1983 a Connecticut Limited Partnership, la 500 Grant Street Partners, por lo que fue entonces la segunda adquisición de bienes inmuebles más cara en la historia de Pensilvania occidental.
En marzo de 2010, comenzó la instalación de un nuevo logo que sustituye el antiguo signo de Mellon con el nuevo logo triangular de la compañía y el nuevo nombre "BNY Mellon".
El lunes 29 de marzo de 2010 a las 4:30 p. m. aproximadamente, un empleado de mantenimiento se suicidó tirándose intencionadamente desde el techo. El trabajador que murió, de la región North Side de la ciudad, llevaba 10 años como empleado del contratista de mantenimiento del edificio.

## En la cultura popular
El rascacielos aparece prominentemente en la película de 1983 Flashdance (todavía en construcción), la película de 1998 de Michael Keaton Medidas desesperadas (sirviendo como parte del "hospital"), así como cameos en Muerte súbita, Distancia Llamativa y el vídeo de rap de 2010 Black and Yellow

## Más información
- Toker, Franklin (2007). Buildings of Pittsburgh. Pittsburgh: Chicago: Society of Architectural Historians; Santa Fe: Center for American Places; Charlottesville: En asociación con la University of Virginia Press. ISBN 0-8139-2650-5.